# ザ・パレス・オブ・オーバーンヒルズ
ザ・パレス・オブ・オーバーンヒルズ（The Palace of Auburn Hills）は、ミシガン州デトロイト市の郊外、オーバーンヒルズにあったスポーツ施設。

## 概要
NBAチームのデトロイト・ピストンズが29年間使用していたホームアリーナ。ピストンズは以前は、アメリカンフットボール用に作られたポンティアック・シルバードームをホームアリーナにしていた。ピストンズは2017-18シーズンよりリトル・シーザーズ・アリーナに移転。アリーナも閉鎖され、跡地は今後自動車製造の拠点を誘致、再開発する予定。

## 施設
施設は、バスケットボールの観戦用に22,076の座席を設けることができ、コンサートやボクシングの試合などの際にはコートを解放することにより、席を増やすことができる。場所が良いこともあり、いくつものロックコンサートやボクシングの試合会場として使われている。また、180の豪華な観戦用の個室があり、全てが年間予約制で貸し出されている。1988年の開業当時は、全てを貸し出すことは不可能と思われていたが、この施設の成功に伴い、他の新しく建造される施設にも多数の個室が設けられることになった。

## 出来事
- 2004年11月19日デトロイト・ピストンズ対インディアナ・ペイサーズ戦で選手とファンの間で衝突があった。詳しくはパレスの騒乱の項目を参考のこと。